# Kaplankyr-Naturreservat
Das Kaplankyr-Naturreservat (turkmenisch Gaplaňgyr goraghanasy) liegt am Südrand des Ust-Urt-Plateaus in der Provinz Daşoguz im Norden Turkmenistans. Es erstreckt sich über eine Fläche von über 2828 Quadratkilometern und beinhaltet die zwei besonders geschützten Bereiche Sarykamysh-Reservat und Shakhsenem-Reservat.
Kaplankyr bedeutet „Gepardenplateau“, doch die großen Katzen sind im gesamten Gebiet des Ust-Urt mittlerweile ausgestorben. An Großtieren kommen im Reservat noch Transkaspische Uriale, Kropfgazellen, Honigdachse, sowie in den 1980er Jahren wieder eingeführte Halbesel vor. Im Winter dringen Saigaantilopen aus Karakalpakistan bis ins Kaplankyr-Reservat vor.  Insgesamt beherbergt das Reservat 26 Säugetier- und 147 Vogelarten.